# Bagnols, Rhône
Bagnols este o comună în departamentul Rhône din sud-estul Franței. În 2009 avea o populație de 714 de locuitori.

## Evoluția populației
| An        | 1975 | 1982 | 1990 | 1999 | 2006 | 2009 |
| --------- | ---- | ---- | ---- | ---- | ---- | ---- |
| Populație | 438  | 603  | 636  | 701  | 731  | 714  |